# Liste der Monuments historiques in Manderen-Ritzing
Die Liste der Monuments historiques in Manderen-Ritzing führt die Monuments historiques in der französischen Gemeinde Manderen-Ritzing auf.

## Liste der Bauwerke
| Bezeichnung          | Beschreibung                                               | Standort                            | Kennzeichnung | Schutzstatus | Datum | Bild           |
| -------------------- | ---------------------------------------------------------- | ----------------------------------- | ------------- | ------------ | ----- | -------------- |
| Château de Malbrouck | auch Château de Meinsberg; Höhenburg, 1419 bis 1434 erbaut | Manderen, nördlich des Ortes (Lage) | PA00106800    | Classé       | 1930  | weitere Bilder |

## Liste der Objekte
| Bezeichnung                  | Beschreibung                             | Standort                                  | Kennzeichnung | Schutzstatus | Datum | Bild |
| ---------------------------- | ---------------------------------------- | ----------------------------------------- | ------------- | ------------ | ----- | ---- |
| Skulptur Madonna mit Kind    | Mitte des 15. Jahrhunderts               | Manderen, in der Kirche St-Étienne (Lage) | PM57000131    | Classé       | 1977  |      |
| Retabel des Hauptaltars      | Stein, farbig gefasst, um 1600           | Manderen, in der Kirche St-Étienne (Lage) | PM57000129    | Classé       | 1977  |      |
| Skulptur Johannes der Täufer | Stein, erste Hälfte des 17. Jahrhunderts | Manderen, in der Kirche St-Étienne (Lage) | PM57000130    | Classé       | 1977  |      |